# Rasquera
Rasquera ist eine Gemeinde im Süden Kataloniens mit 792 Einwohnern (Stand: 2024) und liegt in der Provinz Tarragona und der Comarca Baix Camp.

## Lage
Rasquera liegt etwa 60 Kilometer westsüdwestlich von Tarragona in einer Höhe von ca. 175 m im Ebro-Tal. 

## Bevölkerungsentwicklung
| Jahr      | 1970 | 1981 | 1991 | 2001 | 2011 | 2021 |
| Einwohner | 1063 | 907  | 896  | 812  | 962  | 846  |

## Sehenswürdigkeiten

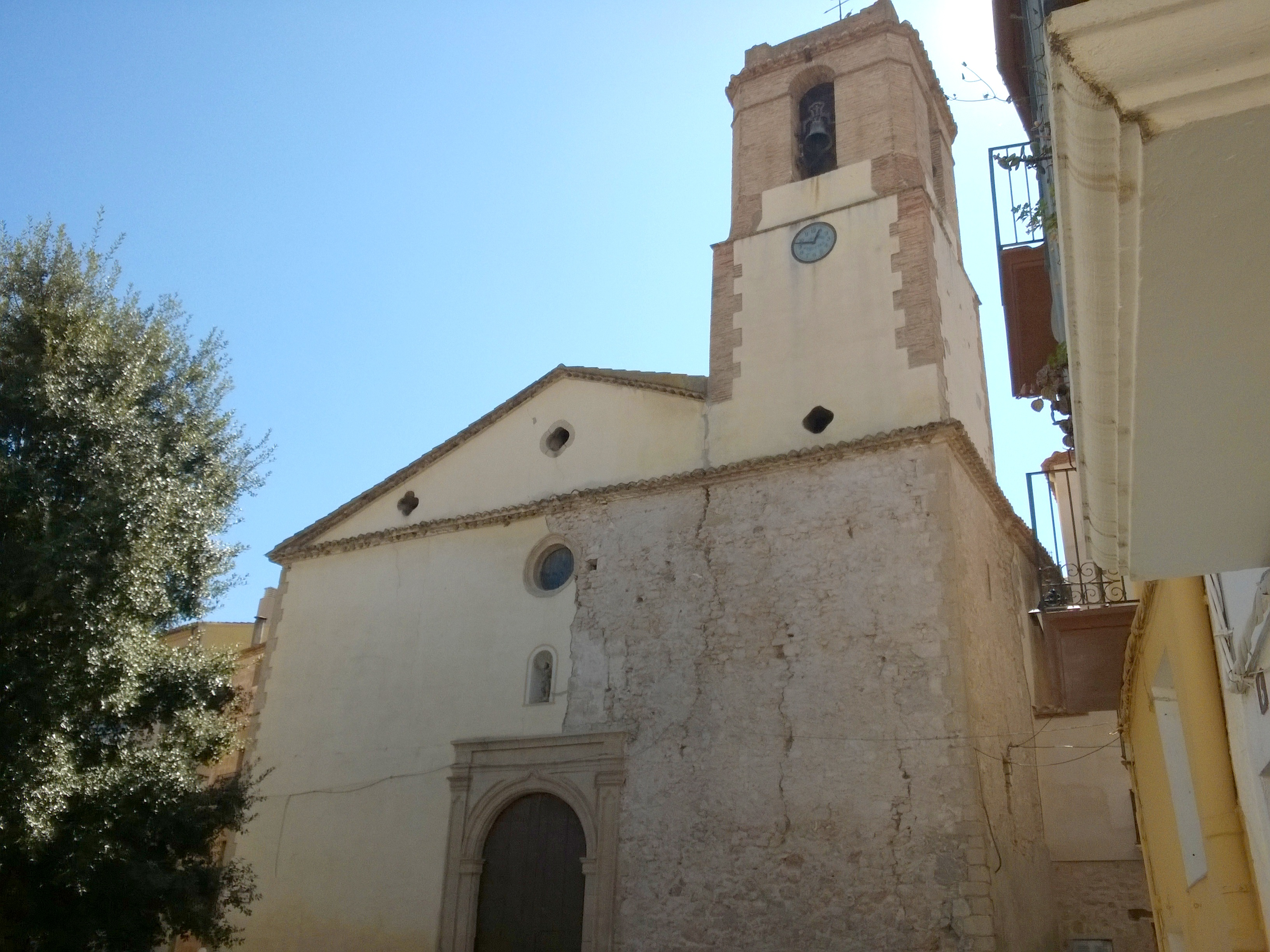
Johannes-der-Täufer-Kirche
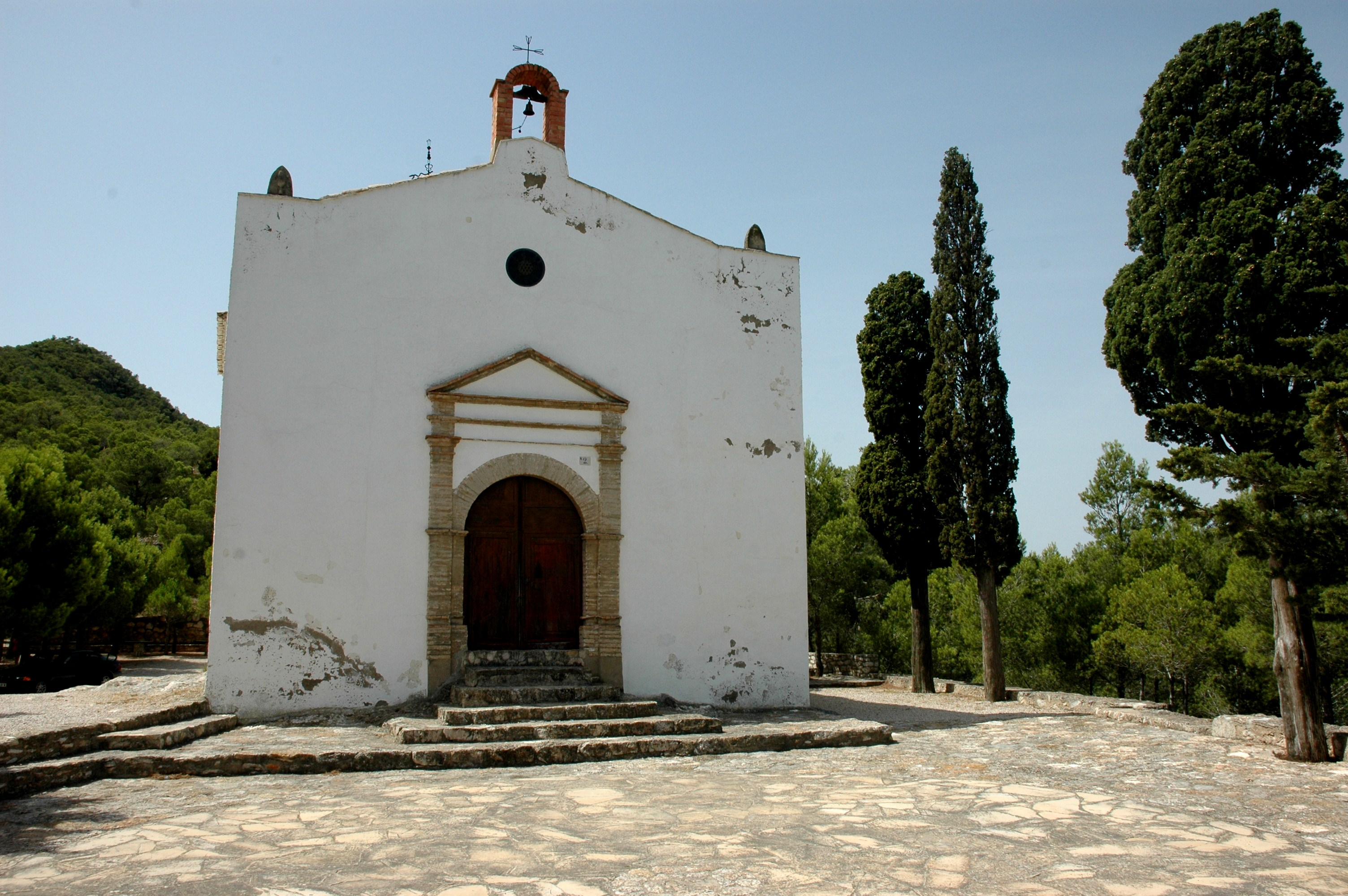
Dominikuskapelle

- Johannes-der-Täufer-Kirche
- Dominikuskapelle